# 映っちゃった映像GP
『映っちゃった映像GP』（うつっちゃったえいぞうグランプリ）とは、フジテレビ系列で2015年から不定期放送されているバラエティ番組である。

## 概要
当番組は、世界中から集めた「心霊」「UFO」「UMA（未確認生物）」「都市伝説」など、様々なジャンルのとにかく怪しい不可思議映像の数々をお届けする映像バラエティである。MCはヒロミ・松本伊代夫妻が務めている（ただし、第8弾・第9弾は松本伊代は出演しなかった）。
番組構成では主に、番組前半は世界中から集めた怪しい映像（例：考えられない場所に人影が映っている など）を、戸松遥のケータ君（『妖怪ウォッチ』）風のナレーションや、若本規夫のナレーションで紹介されている（ただし、第7弾では戸松は担当せず、若本と杉本るみが担当した）。番組後半は心霊スポットを芸能人がリポートする企画を放送されている。
また、当番組と類似した企画として、2016年4月17日（『日曜ファミリア』枠）以降、同年9月まで複数回放送された『やっちまったtv』がある。こちらもヒロミ・松本伊代夫妻が出演し、戸松のケータ君風のナレーションなどで世界中から集めた「やっちまった」失敗談を紹介しており、スタッフも共通している。
2018年以降は当番組の放送が休止されているが、フジテレビの番組ページには「情報が入り次第掲載する」としており、今後も放送は継続する予定。

## 出演者
- ヒロミ（MC）
- 松本伊代（伊代星人、第1弾 - 第7弾）

## 放送日・ゲスト一覧
| 回数  | 放送日         | 放送時間（JST） | ゲスト                                                                                  | 備考                       |
| ----- | -------------- | --------------- | --------------------------------------------------------------------------------------- | -------------------------- |
| 第1弾 | 2015年1月27日  | 19:00 - 20:54   | 伊集院光 小木博明（おぎやはぎ） おのののか 倉本康子 柴田理恵 谷花音 布川敏和 森泉       | 『カスペ!』枠で放送        |
| 第2弾 | 2015年6月16日  | 19:00 - 20:54   | 伊集院光 SHELLY 柴田理恵 豊嶋花 吉村崇（平成ノブシコブシ）                              |                            |
| 第3弾 | 2015年11月1日  | 19:00 - 21:54   | 伊集院光 おのののか 柴田理恵 寺田心 三戸なつめ 森泉 矢口真里 吉村崇（平成ノブシコブシ） | 『日曜ファミリア』枠で放送 |
| 第4弾 | 2016年4月9日   | 18:30 - 20:54   | 板野友美 金子理江 鈴木梨央 関根勤 中川翔子 松下由樹 吉村崇（平成ノブシコブシ）          |                            |
| 第5弾 | 2016年10月1日  | 18:30 - 20:54   | 井森美幸 エヴァ 柴田英嗣（アンタッチャブル） 中川翔子 中丸雄一（KAT-TUN）               |                            |
| 第6弾 | 2017年4月21日  | 19:57 - 21:49   | 新井美羽 石川恋 岡田結実 陣内智則 北斗晶                                                | 『金曜プレミアム』枠で放送 |
| 第7弾 | 2017年8月12日  | 19:00 - 20:54   | 赤崎月香 アンミカ 井戸田潤（スピードワゴン） 中川翔子 峯岸みなみ 西澤形一               |                            |
| 第8弾 | 2017年11月10日 | 19:57 - 21:49   | 紅蘭 広瀬アリス ユースケ（超特急） 中川翔子                                             | 『金曜プレミアム』枠で放送 |
| 第9弾 | 2018年6月30日  | 19:00 - 21:00   | 井森美幸 藤田ニコル 遼河はるひ                                                          |                            |

## スタッフ
第3弾（2015年11月1日放送）
- 編成企画：情野誠人（フジテレビ）
- ナレーター：若本規夫、杉本るみ、戸松遥
- 構成：たむらようこ、酒井健作、八代丈寛、渡邉賢史
- TP：菊池守
- TD：中村純
- CAM：山田洋和、杉山紀行
- VE：徳永一馬
- VTR：小出秀久
- 音声：塙秀彦
- CA：佐藤丈浩
- 美術プロデューサー：本田邦宏
- デザイン：邨山直也（フジテレビ）
- 美術進行：林政之
- 大道具制作：大川原祐也
- 大道具操作：佐藤隆弘
- 衣裳：山本和弘
- メイク：坂本淳子、近藤美香
- アクリル装飾：谷口航平
- 電飾：後藤佑介
- モニター：野崎裕康
- 音効：矢部公英、飯塚優也
- リサーチ：石井千鶴、平井裕子、ロベルト浩二、永福怜美（）、志田・広瀬直樹（共にスコープ）
- 編集：鈴木裕司
- MA：小田嶋広貴
- CG：佐藤芙美
- 広報：片山正康（フジテレビ）
- 美術協力：フジアール
- 技術協力：池田屋、阿呍、交音社、麻布プラザ
- TK：福田美由紀
- AD：久保田凌、原田卓弥、藤田豊平、二宮啓、江川賢祐、平山泰生、田原さらい
- AP：由茅奈保美、斉藤恵美
- ディレクター：久佐賀浩之、亀山剛志、山口貴由、小泉美華、藤代賢二、渡辺恭三、本間和美、佐藤裕司、
- 演出：藤本創
- プロデューサー：纐纈勇人、平出さとし、辻村たろう
- 制作協力：演陣、NET WEB
- 企画制作：フジテレビ
- 制作著作：ドラゴンエンタテインメント

## 事実誤認問題
第6弾で放送された、鳥取城跡を心霊スポットとして取り上げた際、いくつかの事実誤認があり、鳥取県に謝罪した。豊臣秀吉の兵糧攻めで多数の死者が出たということ自体は史実に基づいているが、そこから拡大解釈して供養塔として紹介されたものは、実は供養塔ではなかったなど事実に基づかない内容であった。